# أبو القاسم الأنماطي

أبو القاسم الأنماطي هو أبو القاسم عثمان بن سعيد بن بشار الأحول الأنماطي الفقيه الشافعي؛ كان من كبار الفقهاء الشافعية، أخذ الفقه عن المزني والربيع بن سليمان المرادي ، وأخذ عنه أبو العباس بن سريج وغيره، وكان هو السبب في نشاط الناس ببغداد في كتب الشافعي وتحفظها. وقال عن المزني: أنا أنظر في كتاب الرسالة عن الشافعي، منذ 50 سنة ما أعلم أني نظرت فيه مرة ألا وأنا أستفيد منه شيئا كثيرا لم أكن عرفته.

## وفاته
توفي في شوال سنة 288 هـ ببغداد